# Adamów (Jamno)
Adamów – część wsi Jamno w Polsce położona w województwie śląskim, w powiecie częstochowskim, w gminie Mykanów.
W latach 1975–1998 Adamów administracyjnie należała do województwa częstochowskiego.